# Essonne (rzeka)
Essonne – rzeka we Francji, przepływająca przez tereny departamentów Loiret, Sekwana i Marna oraz Essonne, o długości 97,2 km. Stanowi lewy dopływ rzeki Sekwany. Rzeka powstaje w wyniku połączenia rzek – Rimarde i Œuf.